# Marché de Velleron
Le marché de Velleron est un marché quotidien en été et qui se tient trois fois par semaine en hiver depuis 1985. C'est l'un des plus récents et des plus renommés marchés de Provence.

## Origine
Créé le 15 mai 1985, à l'initiative de Robert Rouch, maire de Velleron, il réunit, au pied du village, près de 150 exposants sur l'emplacement de l'ancienne gare de Velleron,. Il couvre 30 000m² dont 8 000m² de surface commerciale et 22 000 m² de parking. 

## Déroulement
Le marché de Velleron se déroule, à partir du début avril, toutes les fins d'après-midi, dès 18 heures sauf les dimanches et jours fériés. Dès la fin septembre, il n'est ouvert que les mardis, vendredis et samedis à partir de 16 heures 30,.

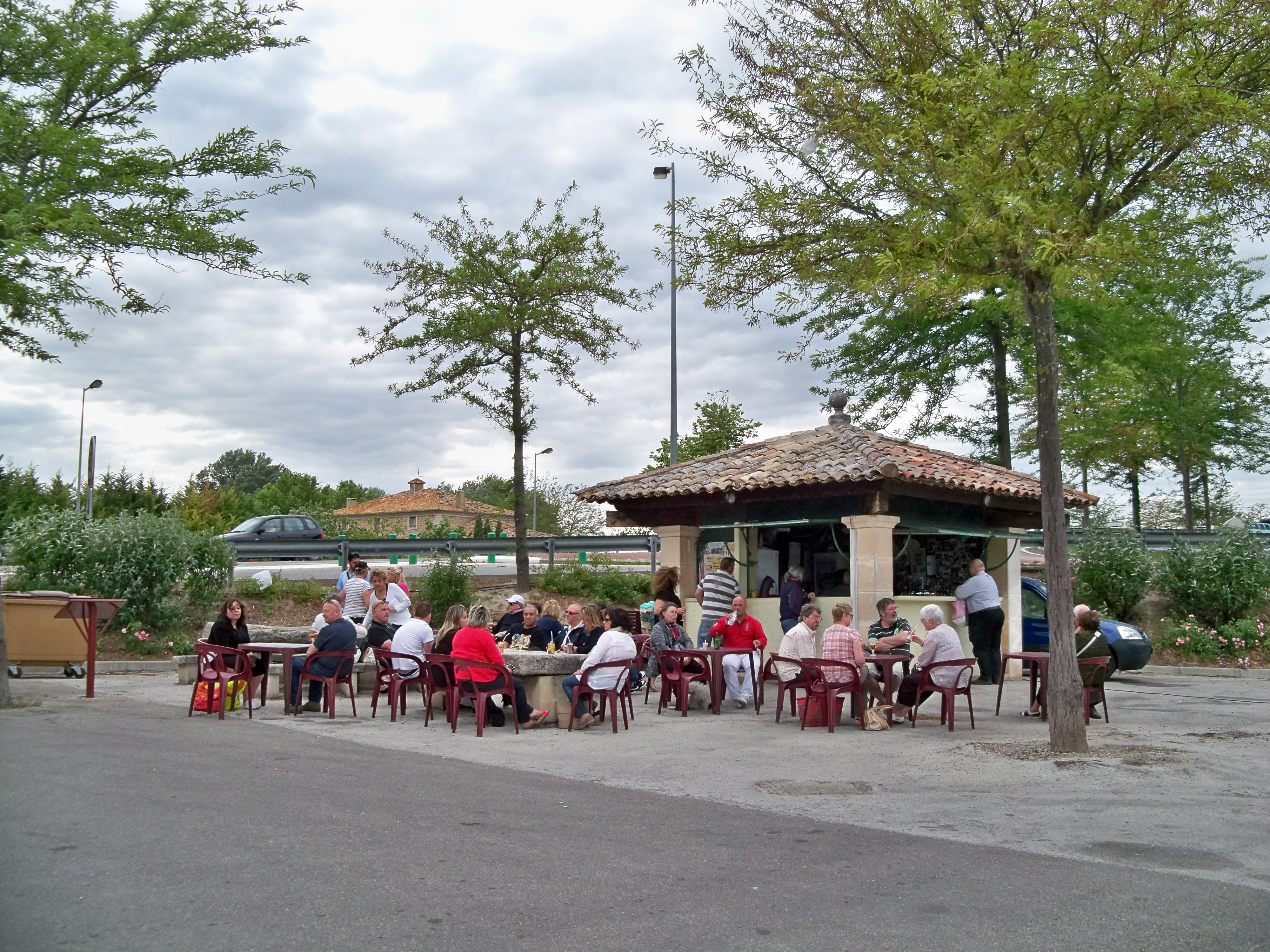
La buvette du marché
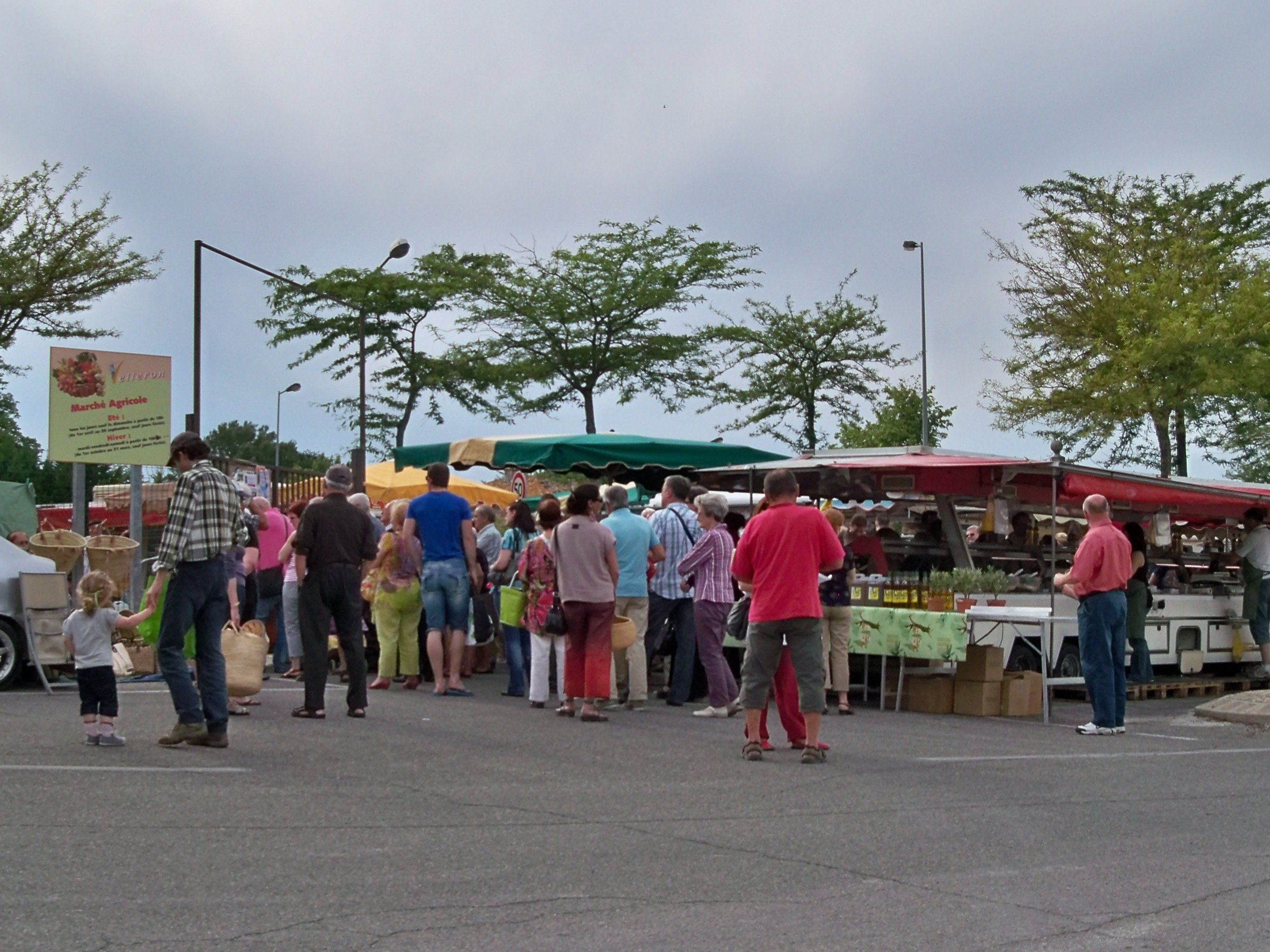
Dans l'attente du signal d'ouverture

Les exposants sont tous des agriculteurs locaux, puisque seuls peuvent vendre les paysans à même de fournir un justificatif d'exploitant ou de retraité agricole. La vente commence au signal du garde champêtre et il n'est proposé que des fruits et légumes récoltés le jour même,. Dès que le marché ouvre ses portes, les acheteurs se pressent et se bousculent pour entrer et se fournir, suivant les saisons, en melons, cerises, fraises, asperges, courgettes, choux, poireaux, potirons, etc..

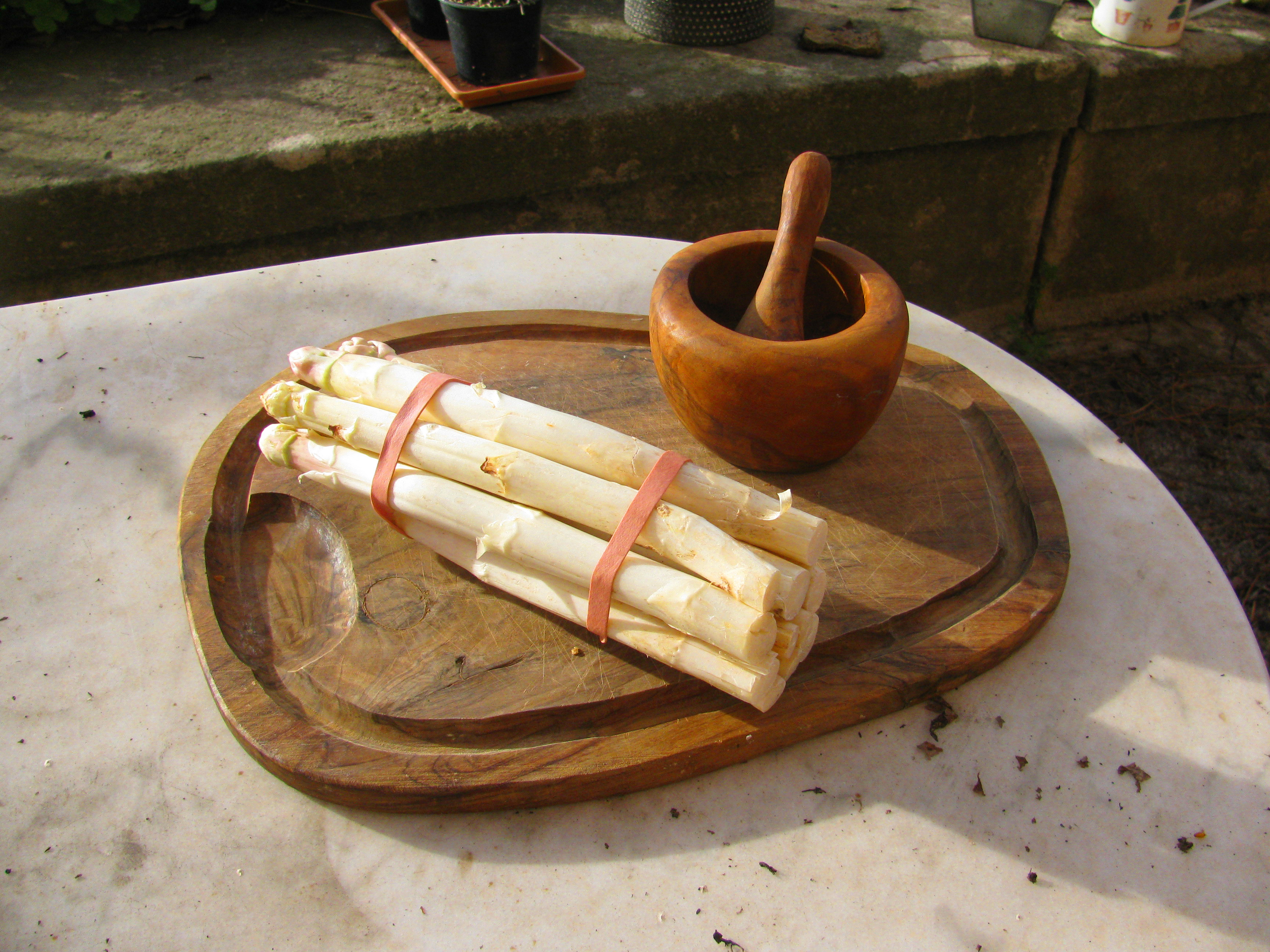
Asperges blanches, le 24 février 2016
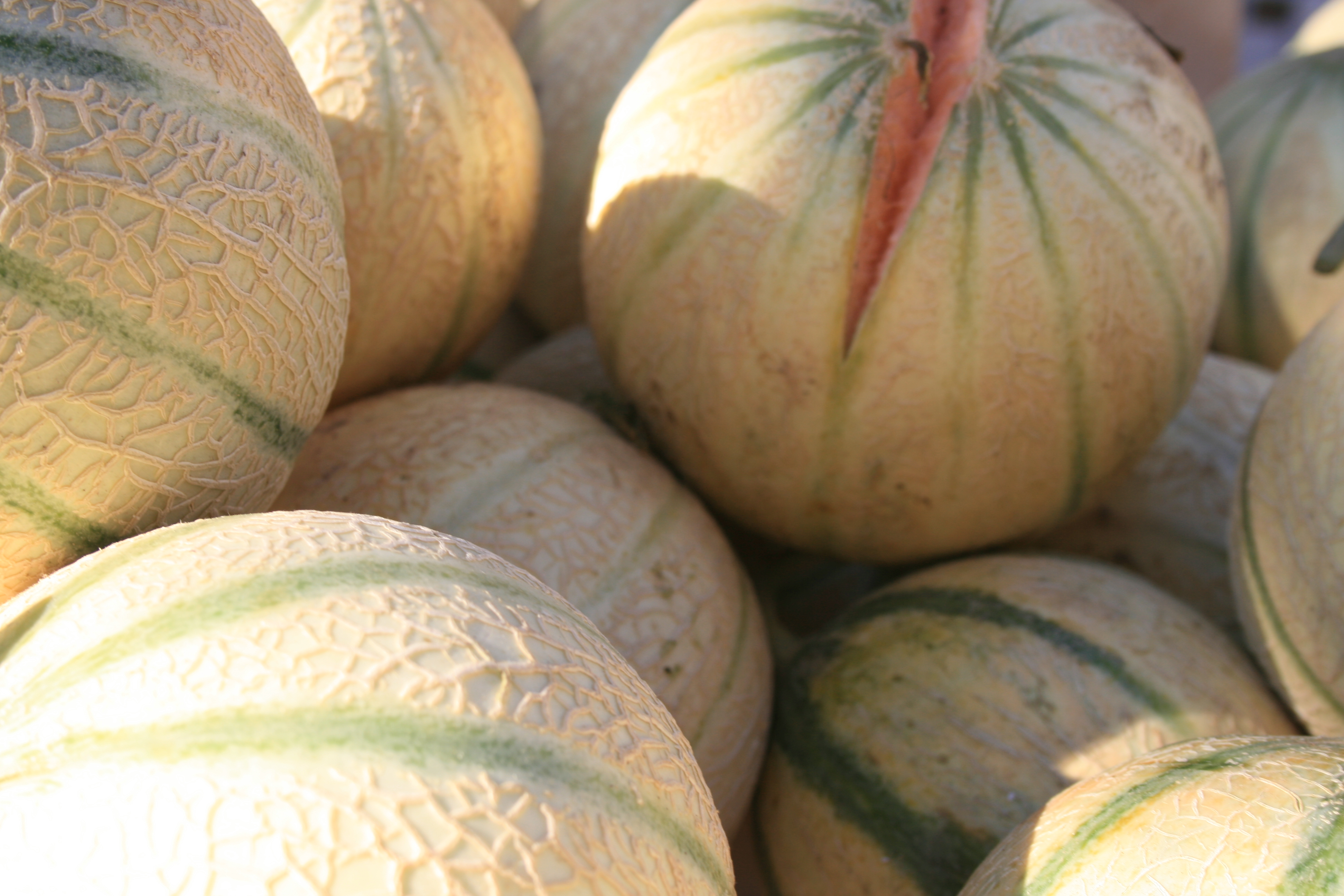
Melons de Cavaillon fendus
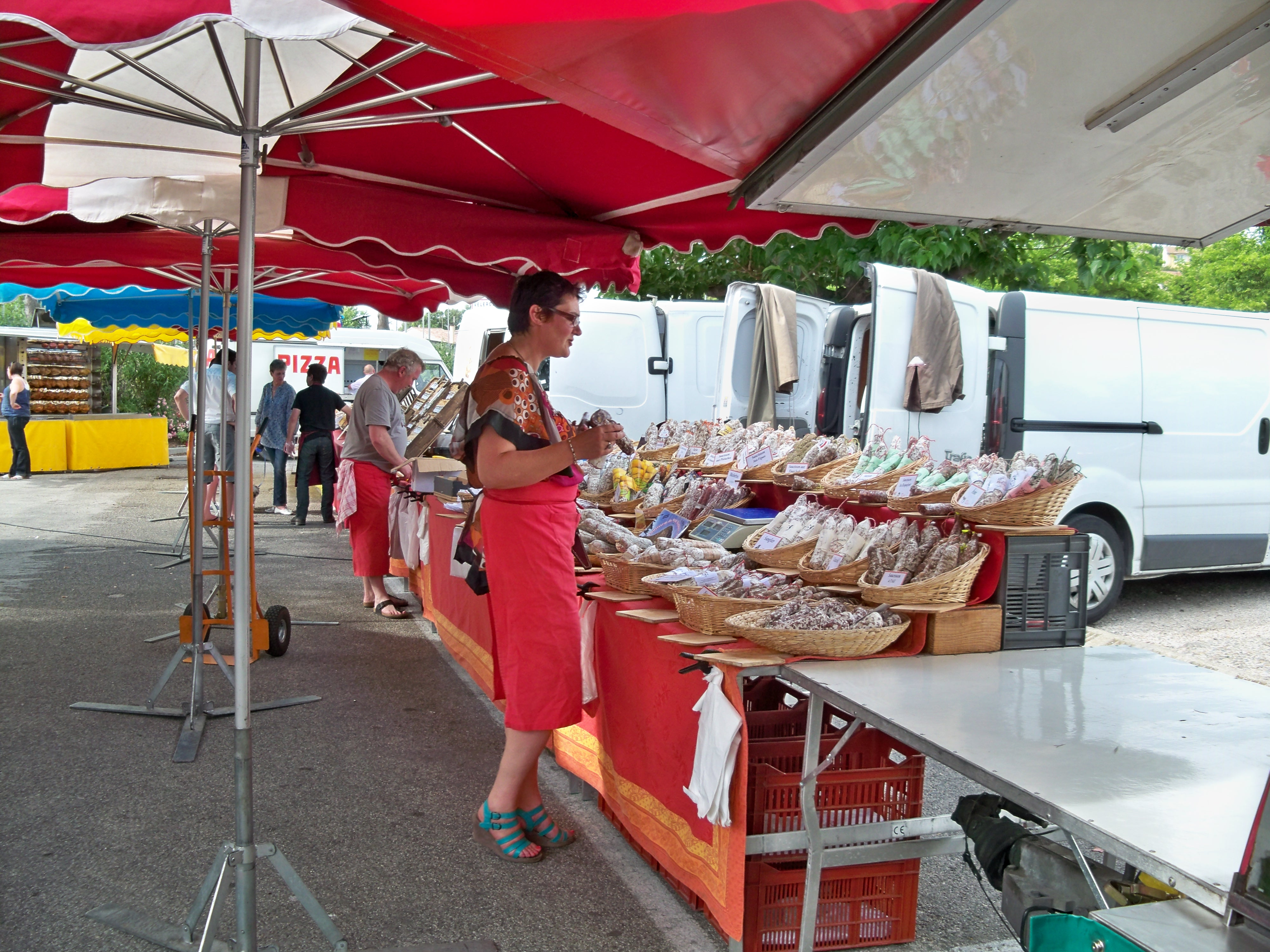
Charcuterie

## Distinctions

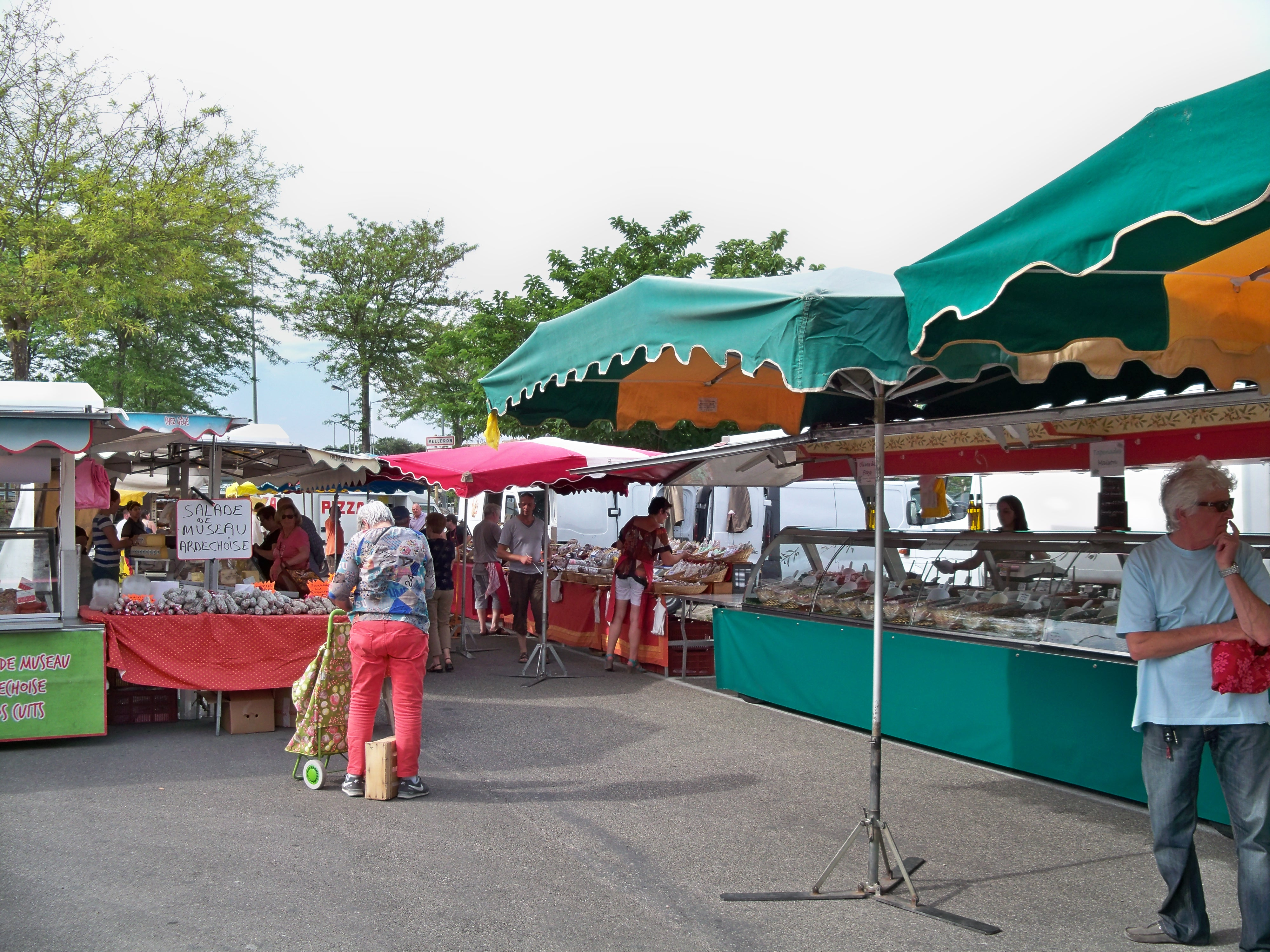
Marché du vendredi
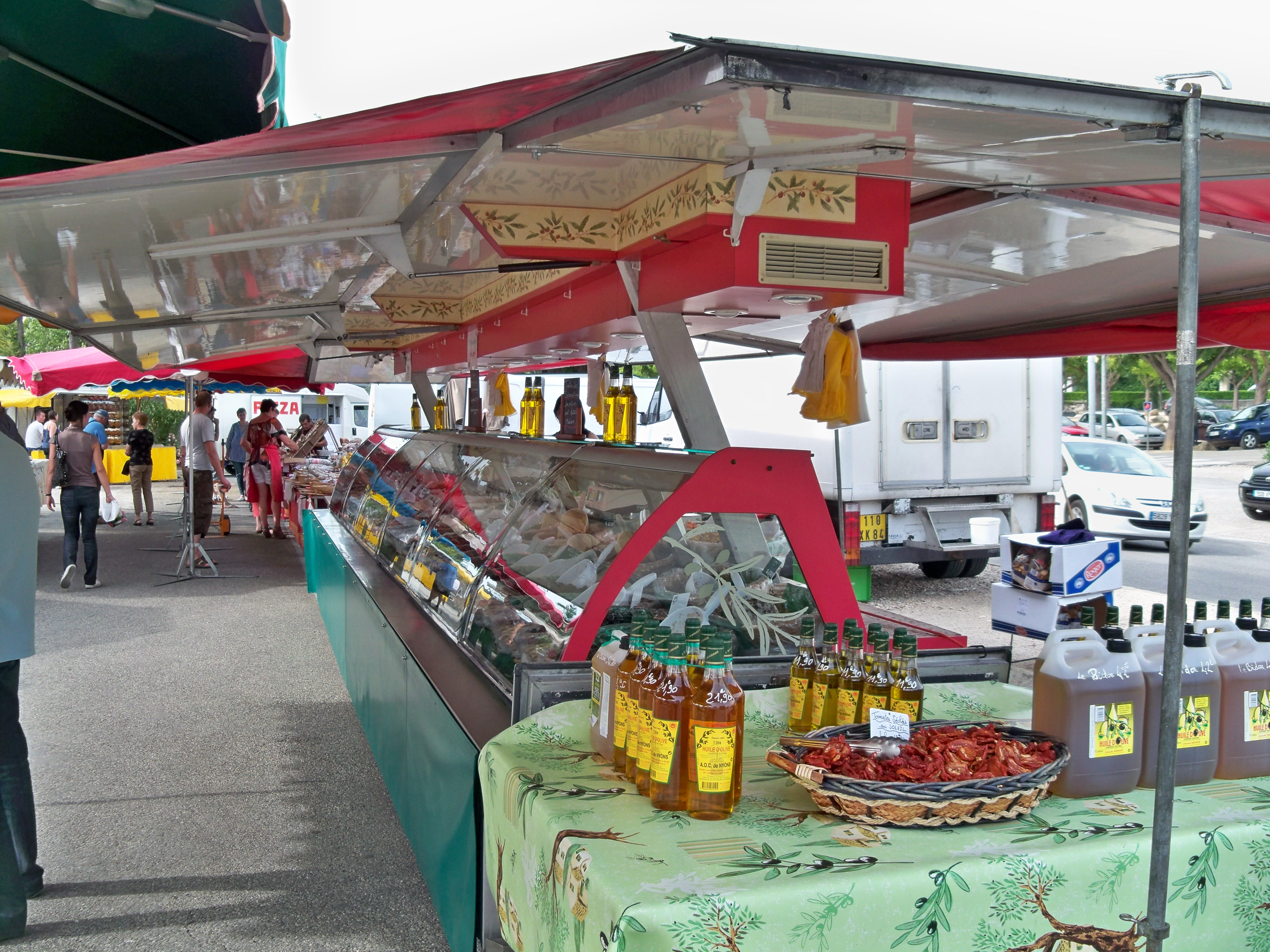
Stand d'olives et huiles d'olive

Il a reçu label de qualité « marché paysan » décerné par le Parc naturel régional du Luberon. Reconnu par le Conseil national des arts culinaires, en 1996, il est classé en France parmi les 100 marchés d'exception depuis 1997 et attire plus de 150 000 visiteurs par an,,,. C'est une véritable institution dans le Vaucluse et sa réputation a dépassé les frontières.
Inscrit au Guide Gault et Millau et dans tous les grands guides mondiaux, il a attiré les télévisions nationales (France 3, TF1, etc.) et internationales (Japon, Suisse, États-Unis, Grande-Bretagne, etc.) qui lui ont consacré des émissions.